# U Carinae
U Carinae (U Car) es una estrella variable en la constelación del Carina, la quilla del Argo Navis.
Se encuentra a 1560 pársecs (5090 años luz) del sistema solar.
U Carinae es una variable cefeida cuyo brillo oscila entre magnitud aparente +5,72 y +7,02 a lo largo de un período de 38,726 días.
Es una de las cefeidas más brillantes del cielo nocturno y —entre las de menos de octava magnitud— es la tercera con un período más largo, después de SV Vulpeculae y RS Puppis.
De tipo espectral medio G0Ib, su temperatura efectiva es de 4934 K, una de las más bajas, junto a VY Carinae y KN Centauri, dentro de esta clase de variables.
De gran tamaño, tiene un radio 162 veces más grande que el radio solar y la diferencia entre el radio máximo y el radio mínimo —que varía con las pulsaciones de la estrella— es de 44 radios solares.
Posee una masa 6,9 veces mayor que la del Sol y pierde masa estelar a un ritmo aproximado de 1,0 × 10-8 masas solares por año.
U Carinae presenta un contenido metálico comparable al solar, siendo su índice de metalicidad [Fe/H] = +0,01.
Algunos elementos, como el cobre, muestran niveles más bajos que en el Sol ([Cu/H] = -0,26), mientras que otros como sodio y aluminio son sobreabundantes ([Al/H] = +0,29).